# Nati nel 1980/Senza giorno specificato
| Questa pagina contiene informazioni ricavate automaticamente dalle voci biografiche con l'ausilio del template Bio e di un bot. L'aggiornamento è periodico e automatico e ricostruisce completamente la pagina. Se manca una persona in questa lista, sei pregato di non aggiungerla, ma accertati piuttosto che la sua voce biografica contenga il template Bio e che i dati anagrafici siano correttamente compilati. Se il template Bio manca, inseriscilo tu stesso o, in alternativa, metti l'avviso {{tmp\|Bio}} che ne segnala la mancanza. Se i dati riportati sono sbagliati, correggi direttamente la voce biografica; le modifiche saranno visibili in questa lista entro pochi giorni. Per chiarimenti vedi il progetto biografie. La lista contiene solo le 155 persone che sono citate nell'enciclopedia e per le quali è stato implementato correttamente il template Bio. Pagina aggiornata al 10 ago 2025. |

- Andrea Adorno, militare italiano
- Sarah Allen, attrice canadese
- Alicia Amatriain, ex ballerina spagnola
- Ali Ashourizad, ex calciatore iraniano
- Walter Astori, scrittore italiano
- Clémentine Baert, attrice francese
- Mehrdad Bazrpash, politico iraniano
- Travis Beacham, sceneggiatore statunitense
- Liz Berry, poetessa britannica
- Marc Biedenkapp, ex giocatore di football americano tedesco
- Danielle Bird, ex sciatrice alpina canadese
- Martha Bowen, ex nuotatrice statunitense
- Tabetha S. Boyajian, astronoma statunitense
- Fabio Bucciarelli, fotografo e scrittore italiano
- Matt Burns, ex wrestler statunitense
- Jan Carson, scrittrice nordirlandese
- Courtney Calise, ex sciatrice alpina statunitense
- Caroline Campbell, violinista statunitense
- Federico Capitoni, critico musicale, giornalista e saggista italiano
- Francesco Cattani, fumettista italiano
- Caterina Ceccuti, giornalista e scrittrice italiana
- Christophe Charrier, regista e sceneggiatore francese
- Sean Conley, medico e militare statunitense
- Valérie Cornu, ex sciatrice alpina francese
- Christelle Dabos, scrittrice francese
- Jake Davies, modello britannico
- Kai Davis, modella antiguo-barbudana
- Osama Dawod, artista egiziano
- Roberto De Paolis, regista e fotografo italiano
- Christopher Denham, attore e regista statunitense
- Audrey Diwan, sceneggiatrice, regista e scrittrice francese
- Marie Dompnier, attrice, cantante e regista francese
- Joel Ekelöf, cantante svedese
- Neta Elkayam, cantante, musicista e artista israeliana
- Elvira Mujčić, scrittrice e traduttrice bosniaca
- Louise Engzell, giudice di tennis svedese
- Dario Fabbri, giornalista italiano
- Laura Facchin, doppiatrice e attrice teatrale italiana
- Francesca Faiella, attrice e regista italiana
- Blandon Ferguson, ex cestista statunitense
- Edouard Fouré Caul-Futy, musicologo e etnomusicologo francese
- Thomas Franz, ex sciatore alpino austriaco
- Sandrine François, cantante francese
- Anna Frebel, astronoma e astrofisica tedesca
- Ben Frost, compositore, musicista e produttore discografico australiano
- Jordan Galland, regista, musicista e scrittore statunitense
- V. V. Ganeshananthan, scrittrice statunitense
- Gonzalo García, ex ballerino spagnolo
- Anna Godbersen, scrittrice statunitense
- Rosi Golan, cantautrice e cantante israeliana
- Ben Goodger, informatico inglese
- Davide Grasso, sociologo italiano
- Eren Güvercin, giornalista tedesco
- Nina Hansson, ex sciatrice alpina svedese
- Deirdre Hargey, politica irlandese
- Jane Harper, scrittrice australiana
- Niall Harrison, curatore editoriale e critico letterario britannico
- Marte Heggelund, cantante norvegese
- André Henriques, cantante portoghese
- Siri Ranva Hjelm Jacobsen, scrittrice danese
- Liesel Holler, modella peruviana
- Eric Holmer, ex sciatore alpino statunitense
- Kerry Hudson, scrittrice britannica
- Munroe Hunsicker, ex sciatore alpino canadese
- Lee Hyeon-seo, scrittrice e attivista nordcoreana
- James Ijames, drammaturgo e regista teatrale statunitense
- Sarah Jaffe, giornalista e scrittrice statunitense
- Geumhyung Jeong, performance artist, ballerina e coreografa sudcoreana
- Shane Jones, scrittore e poeta statunitense
- Deepti Kapoor, scrittrice e giornalista indiana
- Stephen Karam, drammaturgo e sceneggiatore statunitense
- Amy Karle, artista statunitense
- Katie A. Keane, attrice statunitense
- Vladlen Koltun, informatico israeliano
- Anisa Kospiri, modella albanese
- Bernard Kouassi, ex calciatore ivoriano
- Margarita Kravcova, modella kazaka
- Karin Laasmae, modella estone
- Benjamín Labatut, scrittore cileno
- Reif Larsen, scrittore statunitense
- Jandré Le Roux, attore statunitense
- Ericailcane, artista italiano
- Li Hua, artista cinese
- Jeff Lines, ex sciatore alpino canadese
- Olivia Llewellyn, attrice britannica
- Duncan Macmillan, drammaturgo, sceneggiatore e regista teatrale britannico
- Andrea Maguolo, montatore italiano
- Ramadan Abdel Mansour, serial killer egiziano († 2010)
- Pietro Masturzo, fotografo italiano
- Salima Mazari, politica afghana
- Kris Menace, disc jockey e produttore discografico tedesco
- Filippo Meneghetti, regista e sceneggiatore italiano
- Paolo Metaldi, designer italiano
- Fritz-William Michel, politico haitiano
- Gretchen Mielke, ex sciatrice alpina statunitense
- Ania Morton, ex sciatrice alpina canadese
- Tina Motoc, romena († 2001)
- Juma Nature, cantante e rapper tanzaniano
- Lau Nau, cantante, cantautrice e musicista finlandese
- Celeste Ng, scrittrice statunitense
- Anders Nilsson, allenatore di sci alpino e ex sciatore alpino svedese
- Frédéric Ottobon, ex sciatore alpino francese
- Myriam Ould-Braham, ballerina francese
- Giovanni Pagogna, scrittore italiano
- Jill Paice, attrice e cantante statunitense
- Violetta Parisini, cantante austriaca
- Alice Pasquini, artista italiana
- Alice Patten, attrice britannica
- Virginie Pouchain, cantante francese
- Qiao Qiao, cantante cinese
- Sepideh Raissadat, cantante iraniana
- Jason Reilly, danzatore canadese
- Will Reiser, sceneggiatore e produttore televisivo statunitense
- Miss Platnum, cantautrice e musicista romena
- Fabio Resinaro, regista e sceneggiatore italiano
- Mary Riddell, sciatrice alpina statunitense
- Carl Rinsch, regista e sceneggiatore britannico
- Marc Rissmann, attore tedesco
- Gabriela Rodríguez, produttrice cinematografica venezuelana
- Erika Rosenbaum, attrice canadese
- Letizia Russo, drammaturga italiana
- Nader Sadek, artista egiziano
- Asa, rapper finlandese
- David Sanchez, ingegnere francese
- Kumi Sano, modella giapponese
- Linda Sarsour, politica e attivista statunitense
- Gold Panda, musicista e produttore discografico britannico
- Jasson Scott, ex giocatore di football americano tedesco
- Francesca Segal, scrittrice e giornalista britannica
- CJ Skuse, scrittrice britannica
- Vivien Solari, modella britannica
- Therese Sommerseth, ex sciatrice alpina norvegese
- Jonathan Stafford, ex ballerino e direttore artistico statunitense
- Lisa Nur Sultan, sceneggiatrice e drammaturga italiana
- Hayden Tee, attore e cantante neozelandese
- Michael Todd, bassista statunitense
- Antonio Macko Todisco, artista italiano
- Justin Torres, scrittore statunitense
- Maryam Touzani, regista e sceneggiatrice marocchina
- Joshua Transue, ex sciatore alpino statunitense
- Zineb Triki, attrice marocchina
- Fernando Valverde, poeta e filologo spagnolo
- David Vignoni, disegnatore italiano
- Judd Vinet, programmatore canadese
- Rayna Von Tash, wrestler statunitense
- Johannes Wald, scultore tedesco
- Cory Walker, fumettista statunitense
- Wang Yaping, astronauta cinese
- Bianca Williams, antropologa, saggista e attivista statunitense
- Guy Wouete, artista camerunese
- Paul Yoon, scrittore statunitense
- Eisa Zarepour, politico iraniano
- Zuli, musicista italiano
- Juan Pérez, ex calciatore panamense
- Martin Šindler, giocatore di football americano ceco